# Inaco (Sofocle)
Inaco è un dramma satiresco di Sofocle oggi perduto, ad eccezione di pochi frammenti.

## Trama
La trama è a grandi linee ricavabile da alcuni papiri.
La scena dell'azione era probabilmente l'Argolide. Zeus manda Ermes a procurargli Io, trasformata in una vacca e custodita da Argo. Ermes chiede la sua resa a Inaco (padre di 16 figli), il cui rifiuto porta a una lite. Inaco è ostinato: Ermes se ne va con la sua missione incompiuta, ma minacciando di tornare e il Coro viene convocato per formare un'ulteriore protezione per lo.
Ermes ritorna, indossando l'elmo di Ade, che lo rende invisibile: così può eludere il Coro e la miriade di occhi di Argo, che farà addormentare con la musica di un flauto pastorale con cui entra suonando. Il Coro è allarmato, ma fiducioso che Hermes fallirà ancora.
L'ulteriore corso dell'azione è abbastanza incerto nel papiro, tranne che Ermes riesce a sbarazzarsi di Argo. Il dramma può essersi concluso con la partenza di lo per i suoi viaggi o con una riconciliazione tra Zeus ed Era e la liberazione di lo (Iride certamente appariva nel dramma e conversava con Ermes, forse come messaggera di pace).

## Genere letterario
Che l'Inaco fosse un dramma satiresco o tragedia, non è ancora del tutto chiaro agli studiosi di Sofocle. Di esso si hanno diverse citazioni indirette di altri autori.
Ciò che rende particolarmente interessante lo studio di quest'opera è la difficile collocazione "generica" del dramma.
Della trama, infatti, dai frammenti rimasti, è abbastanza complicato offrire una ricostruzione: sembra, comunque, che si mettesse in scena l'amore adulterino di Zeus per la ninfa Io, figlia di Inaco e che, vista la disperazione del dio fluviale, Zeus facesse intervenire Ermes a suonare il flauto per addormentare Argo, il guardiano dai cento occhi che sorvegliava Io, prigioniera per volontà della gelosa Era.
Fu Hemsterhuys, nel commento al Pluto di Aristofane pubblicato nel 1811, a suggerire per primo che l'opera (allora nota solo in base ai frammenti indiretti) fosse da considerarsi un dramma satiresco, anche se contro di lui si levarono le voci altrettanto autorevoli di Bergk nel 1844 e Wilamowitz nel 1889. La difficoltà e l'interesse dell'attribuzione "generica" dell'opera, infatti, risiedono anche nelle profonde lacune che abbiamo nella conoscenza dei caratteri del dramma satiresco, di cui ci sono rimaste pochissime opere, per lo più frammentarie (ad eccezione del solo Ciclope di Euripide).
Nel Novecento la querelle ha interessato molti studiosi, e dall'apparizione ed edizione dei due frammenti papiracei l'ipotesi di una attribuzione "satiresca" è stata in qualche modo confermata e rinforzata, nonostante manchino ancora prove testuali che risolvano la questione al di là di ogni ragionevole dubbio.